# Kesselstein

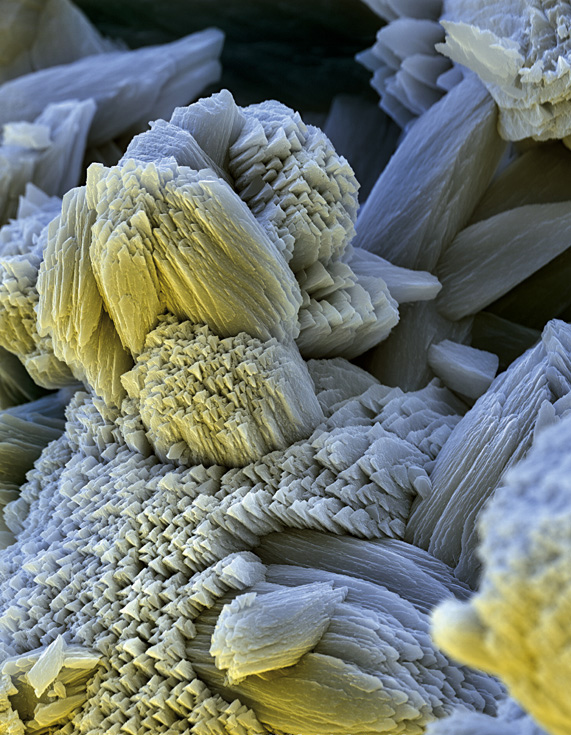
Kesselstein im Elektronenmikroskop

Kesselstein ist eine feste Abscheidung an den Wänden beispielsweise von Heizkesseln (daher der Name), Töpfen oder Rohrleitungen, die längere Zeit mit Wasser gefüllt in Gebrauch waren. Kesselstein besteht zumeist aus den Erdalkalisalzen Calcium- und Magnesiumcarbonat, zu einem sehr geringen Teil aus Silikaten (siehe dazu Carbonat-Silicat-Zyklus).
Eine besondere Art von Kesselstein ist der Pfannenstein, der überwiegend speisesalzhaltige Verdampfungsrückstand in Salzsiedereien.

## Entstehung

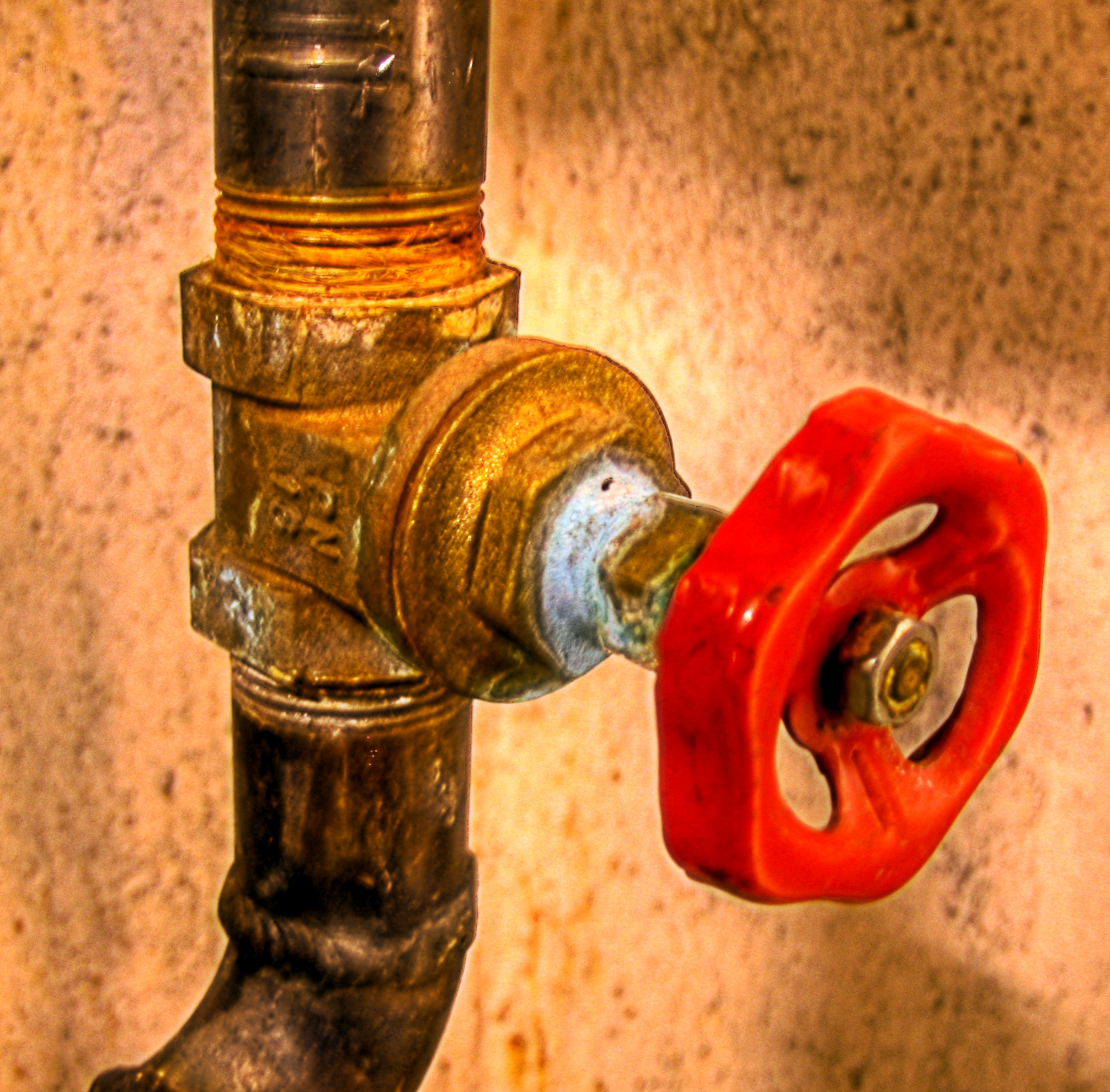
Kalkablagerungen an einem undichten Absperrventil

In Oberflächenwasser, das durch kalkhaltigen Boden fließt, lösen sich durch gebundene Kohlensäure (Kohlenstoffdioxid) Calcium- und Magnesiumverbindungen auf. Die Summe der Calcium- und Magnesiumsalze wurde früher als Gesamthärte bezeichnet.
Durch Erhitzen von hartem Wasser entweicht daraus Kohlendioxid, da dessen Löslichkeit mit steigender Temperatur abnimmt. Das gelöste Calciumhydrogencarbonat wandelt sich zu unlöslichem Calciumcarbonat (=Kalk) um und es kommt zu Ausfällungen, die sich an den Wänden des Gefäßes an bereits bestehenden Kristallisationskeimen niederschlagen. Durch Temperaturerhöhung kann die Bildung von Kesselstein durch die folgende Reaktion beschrieben werden:
Zur Geologie und Chemie des Kesselsteins siehe Kalkstein, zur detaillierter erklärten Entstehung siehe auch Wasserhärte#Kalk-Kohlensäure-Gleichgewicht.

## Entfernung und Vermeidung

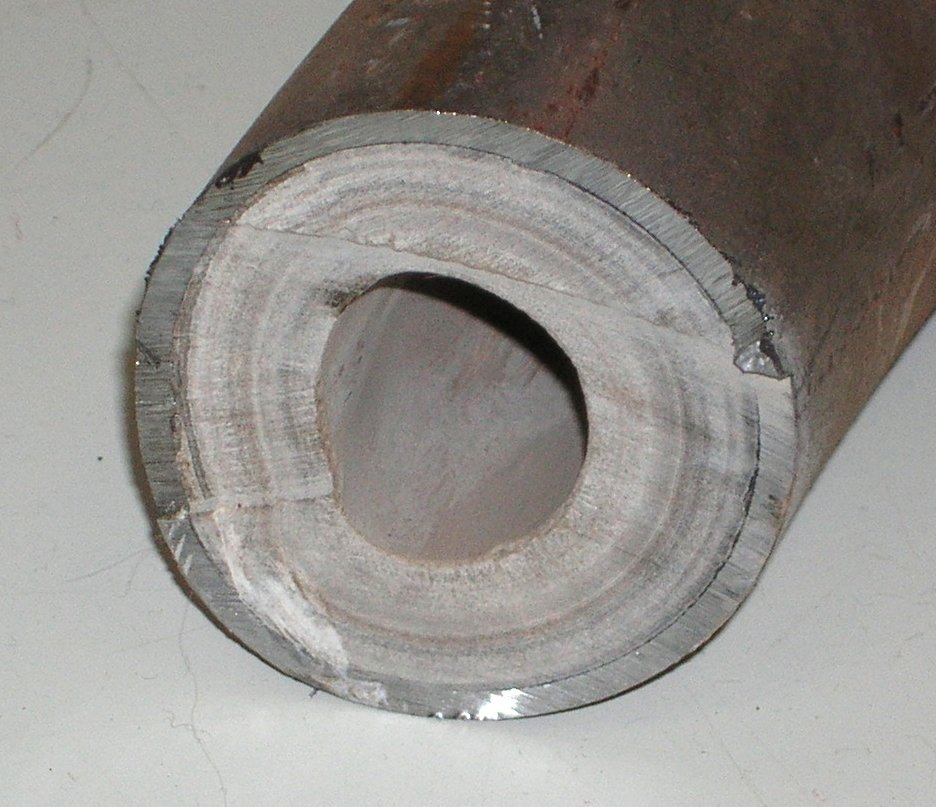
Ein Heizungsrohr, mit einer dicken Schicht Kesselstein

Entfernt wird Kesselstein in der Regel durch Auskochen mit verdünnten Säuren, zum Beispiel Zitronensäure oder Milchsäure. Des Weiteren gilt insbesondere Essig als Hausmittel zur Beseitigung. Bei der Entkalkung mit Essig ist jedoch darauf zu achten, dass dieser die eventuell vorhandenen Gummidichtungen (z. B. in einer Kaffeemaschine) angreift und porös macht. Vor allem bei Maschinen und Rohrleitungen, in denen sich über Jahre oder Jahrzehnte Kesselstein abgelagert hat, lässt sich Kesselstein meistens nur noch mechanisch durch Abklopfen oder Absprengen entfernen. Bei der Verwendung von Zitronensäure sollte darauf geachtet werden, das Wasser nicht zu stark zu erhitzen, da sonst schwerlösliches Calciumcitrat ausfallen kann (siehe auch Artikel Zitronensäure).
Zur Verhinderung der Kesselstein-Entstehung kann das Wasser vor Gebrauch enthärtet werden.
Eine als innere Wasseraufbereitung bezeichnete Maßnahme beruht auf der Zugabe von Phosphat in das Kesselwasser. Ein Überschuss bewirkt die Bildung von Calcium- bzw. Magnesiumphosphat, die sich als Schlamm auf dem Boden des Kessels absetzen und durch Abschlämmen aus dem Kessel entfernt werden. Ein ähnliches Verfahren wird bei der inneren Speisewasseraufbereitung bei Dampflokomotiven angewendet.

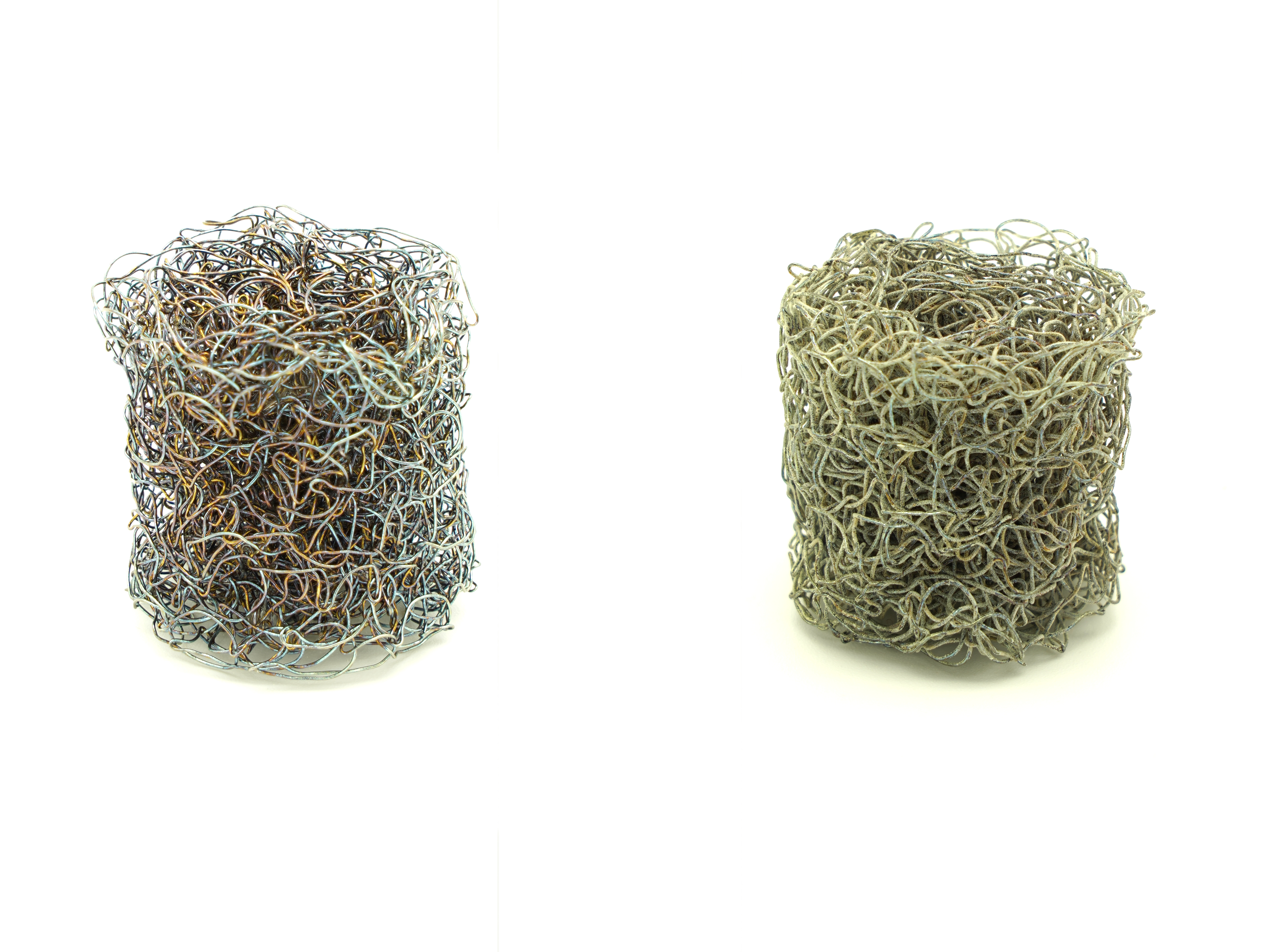
Kalkfänger für Wasserkocher. Links: neu entkalkt, rechts: Kalkablagerungen nach mehreren Wochen

In Italien ist es üblich, in Wasserkessel einen kleinen Brocken Marmor zu legen, an dessen poröser Oberfläche sich der Kalk ablagern soll. Ähnliches gilt für Edelstahlgewebe, die als „Kalkfänger“ in den Kessel gelegt werden und deren zusätzliche Oberfläche den Kalk bindet.
Das Lösen von Verkalkungen mithilfe von Essigsäure geschieht nach folgender Reaktionsgleichung:
{\displaystyle \mathrm {2\ CH_{3}COOH+CaCO_{3}\longrightarrow Ca_{\ (aq)}^{2+}+2\ CH_{3}COO_{\ (aq)}^{-}+CO_{2}+H_{2}O} }

## Kesselsteinablagerungen in Dampfkesseln

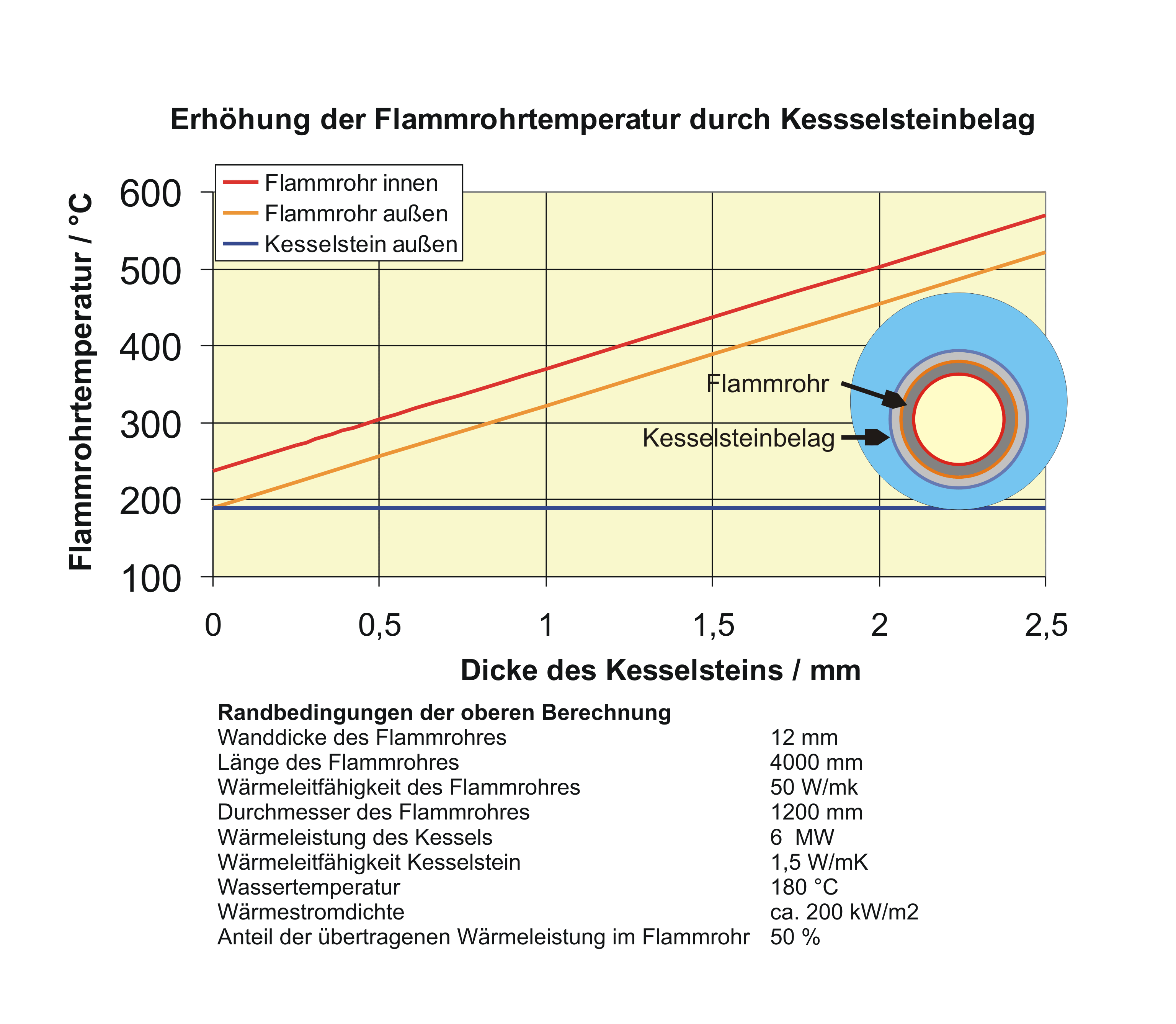
Das Diagramm zeigt die Erhöhung der Flammrohrtemperatur an einem Dampfkessel infolge Kesselsteinablagerungen

In Dampfkesseln, die mit unzureichend aufbereitetem Kesselwasser betrieben werden, fällt Kesselstein insbesondere auf Heizflächen aus. Gipshaltiger Kesselstein hat eine Wärmeleitfähigkeit λ von 0,5 bis 2,3 W/(m K) und silikatreicher Kesselstein von 0,08 bis 0,18 W/(m K). Im Vergleich zum Stahl (λ = 50 W/(m K)) hat der Kesselstein eine sehr geringe Wärmeleitfähigkeit und bildet somit eine isolierende Schicht zum Wasserraum. Dies führt zu einer Temperaturerhöhung auf den Wandungen der Heizflächen, mit der Folge, dass sich der Werkstoff an den überhitzen Flächen stärker ausdehnt und dies zu Rissen insbesondere an Schweißnähten führen kann.
In Wasserrohrkesseln und Schnelldampferzeugern können die Wasserrohre so weit mit Kesselsteinablagerungen zuwachsen, dass die Durchströmung und somit Kühlung der Wand aussetzt. Sehr dicker Kesselsteinbelag führt aufgrund der hohen Wandtemperatur zu einer Verminderung der Streckgrenze des Werkstoffes. Die betroffenen Bauteile können je nach Richtung der Druckbeanspruchung im Kessel einbeulen oder eindellen, und dies kann zum Versagen des Kessels (Kesselzerknall) führen.
Durch die isolierende Wirkung des Kesselsteins verringert sich der Wärmeübergang im Kessel. Die Austrittstemperatur des Rauchgases nimmt merklich zu, und somit sinkt der Feuerungswirkungsgrad, also die Temperaturdifferenz zwischen Feuerstelle und Schornstein.
Im 19. und 20. Jahrhundert wurden Dampfkessel zumeist ohne Wasseraufbereitung betrieben. Der Kesselstein musste daher von Kesselklopfern mechanisch mit Spitzhämmern abgeschlagen werden. Die spezifische Wärmebelastung der Heizflächen der damals eingesetzten Walzen- und Flammrohrkessel war relativ gering, und die Kessel hatten keine hinsichtlich von Kesselsteinablagerungen kritischen Bereiche, so dass diese Betriebsweise möglich war. Moderne Dampfkesselkonstruktionen mit hohen Feuerungswirkungsgraden (Flammrohr-Rauchrohrkessel) können durch Kesselsteinablagerungen bereits nach kurzer Betriebszeit geschädigt werden. Daher ist eine Aufbereitung des Speisewassers mit Enthärtung zwingend erforderlich und im Regelwerk vorgeschrieben (z. B. TRD 611).